# 希隆斯克地區勒武韋克

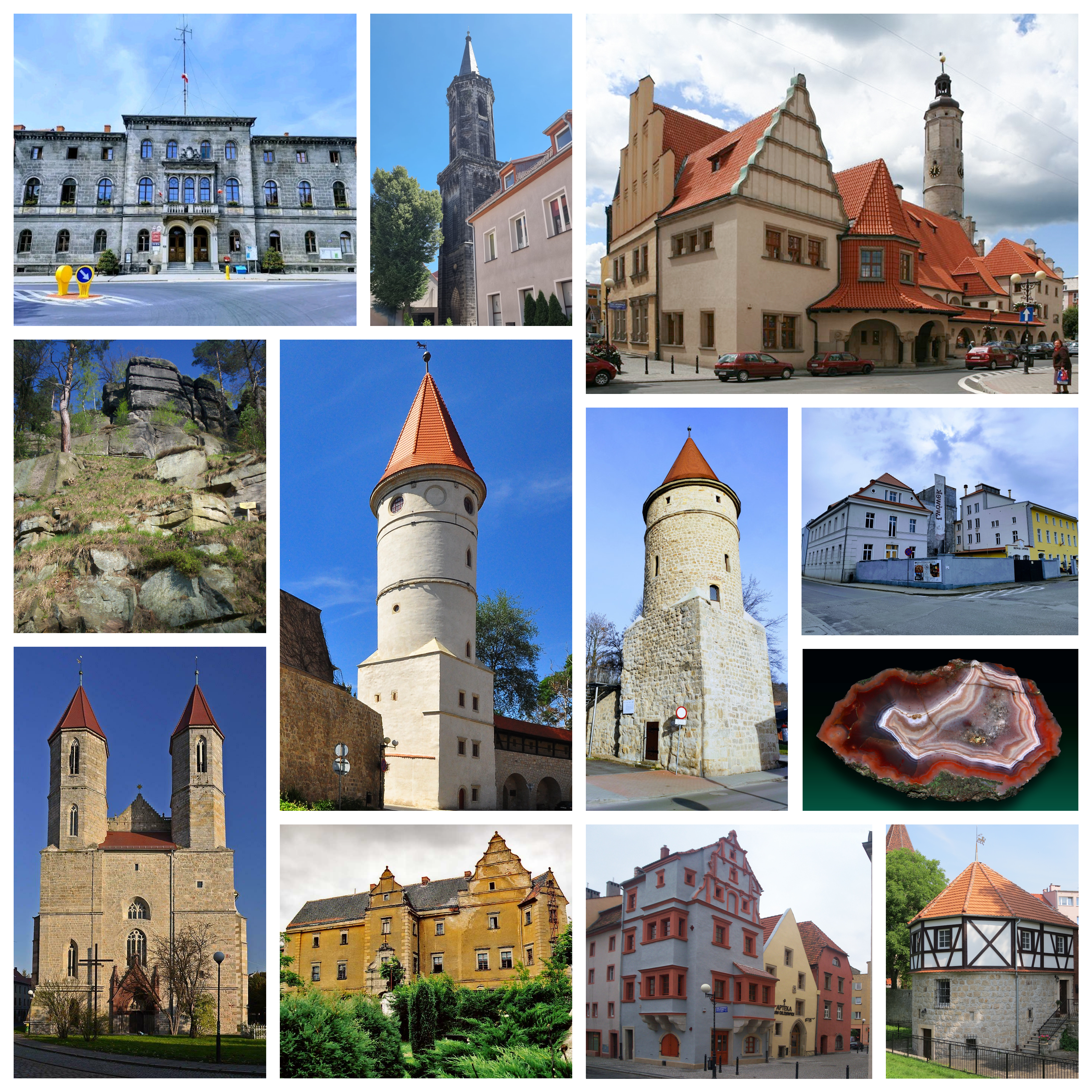

51°7′N 15°35′E / 51.117°N 15.583°E
希隆斯克地區勒武韋克（波蘭語：Lwówek Śląski）是波蘭的城鎮，位於該國西南部下西里西亞省，是希隆斯克地區勒武韋克縣的首府，處於布布爾河畔。面積16.6平方公里，2006年人口8,132。

## 外部連結
- http://www.lwowekslaski.pl （页面存档备份，存于）
- Municipal website （页面存档备份，存于） （波兰語）